# Edwardsville (Kansas)
Edwardsville è un comune degli Stati Uniti d'America, situato nello Stato del Kansas, nella contea di Wyandotte.